# Éloïc Peyrache
Éloïc Peyrache (nascido em 1975) é um economista francês.
Desde 2008, ele é o número 2 da HEC Paris e chefe de seu programa de mestrado em gestão, depois chefe interino da HEC Paris em outubro de 2020 e, finalmente, chefe da HEC Paris em janeiro de 2021.
Graduado pela ENS Cachan em 1995 (economia-métodos quantitativos-gestão), Éloïc Peyrache foi admitido na agrégation em economia-gestão em 1998. Ele obteve seu doutorado em filosofia em economia pela Toulouse School of Economics em 2003, após ter defendido a tese na Université Toulouse-I-Capitole.
Éloïc Peyrache ingressou na HEC Paris em 2003, onde ensina economia empresarial e economia de rede. É membro do GREGHEC desde 2004. Depois de ter sido chefe do programa CEMS de 2004 a 2005, foi nomeado professor associado em 2009. Após a saída de Peter Todd por motivos médicos, ele se tornou chefe interino da HEC Paris em outubro de 2020.
Seus interesses de pesquisa são teoria dos contratos, economia industrial e política de concorrência. É membro da American Economic Association e da Econometric Society.